# Otto von Dessien
Gustav Otto Hermann von Dessien (en russe: Оттон Вильгельмович Фон Дессин), né le 22 juillet/3 août 1863 à Revel et mort le 16 novembre 1918 à Riga, est un architecte allemand de la Baltique, sujet de l'Empire russe,,, qui œuvra surtout à Moscou.

## Biographie
Otto von Dessien est le fils d'un haut fonctionnaire des douanes, Wilhelm Hermann von Dessien, et de son épouse, Anna Emilie Caroline, née Hippius. Son grand-père maternel est le peintre Gustav Adolf Hippius. Il étudie au Kaiserliche Lyceum zu Riga (lycée impérial de Riga) et en sort diplômé en 1883, puis étudie à l'école polytechnique de Riga (Polytechnikums zu Riga) dont il sort ingénieur-architecte en 1891 avec honneur. Il poursuit ses études en Allemagne et en Autriche-Hongrie.
En 1902, il fait les plans d'un bureau d'études et d'un entrepôt pour la fabrique de tabac A. Katyk (devenue après la Révolution d'Octobre « L'Étoile rouge ») et en 1903 un bâtiment de laboratoire pour l'usine de médicaments W.-K. Ferrein. De 1903 à 1905, Dessien travaille comme architecte de la compagnie d'assurance moscovite Rossia (Russie) pour laquelle il conçoit plusieurs bâtiments. Avec Viktor Velitchkine et Nikolaï Proskournine, il construit un immeuble de rapport pour cette compagnie d'assurance au no 6 du boulevard Stretensky et conçoit l'enceinte en fer forgé. De 1903 à 1914, il construit pour la communauté luthérienne allemande de Moscou un hospice pour les pauvres luthériens. En même temps, il travaille comme architecte de l'Institut Élisabeth pour les jeunes filles de la noblesse. En 1904, il construit à Omsk, les rangées commerçantes de Moscou (marché couvert de boutiques), dans l'actuelle rue Lénine.
À partir de 1905, il travaille comme architecte pour les œuvres de bienfaisance de l'impératrice Marie Fiodorovna. Il est l'auteur en 1905 de l'immeuble de rapport de la compagnie d'assurance Yakor au 15, rue Petrovka. En 1907-1908, Dessien ajoute le corps principal de 76 mètres de haut avec charpente en béton armé de la centrale moscovite construite en 1902-1903 par Adolf Wilhelm Erichson pour la compagnie de téléphone dano-suédo-russe. Il construit encore en 1911 un immeuble de rapport de la compagnie d'assurance Yakor (5, chemin Potapovski, bât. 4, 5, 7, 8, 12). En 1911-1914, il construit avec Nikolaï Eichenwald le bâtiment des Cours pédagogiques pour femmes (29/7, rue Malaïa Pirogovskaïa). En 1912-1913, il poursuit avec l'école luthérienne Saints-Pierre-et-Paul pour garçons auprès de l'église Saints-Pierre-et-Paul de Moscou et de la maison attenante des appartements des enseignants. Il construit en 1913 en collaboration avec Sergueï Soloviov  et Ilya Golossov le bâtiment de l'auditorium des Cours pédagogiques pour femmes.

## Illustrations

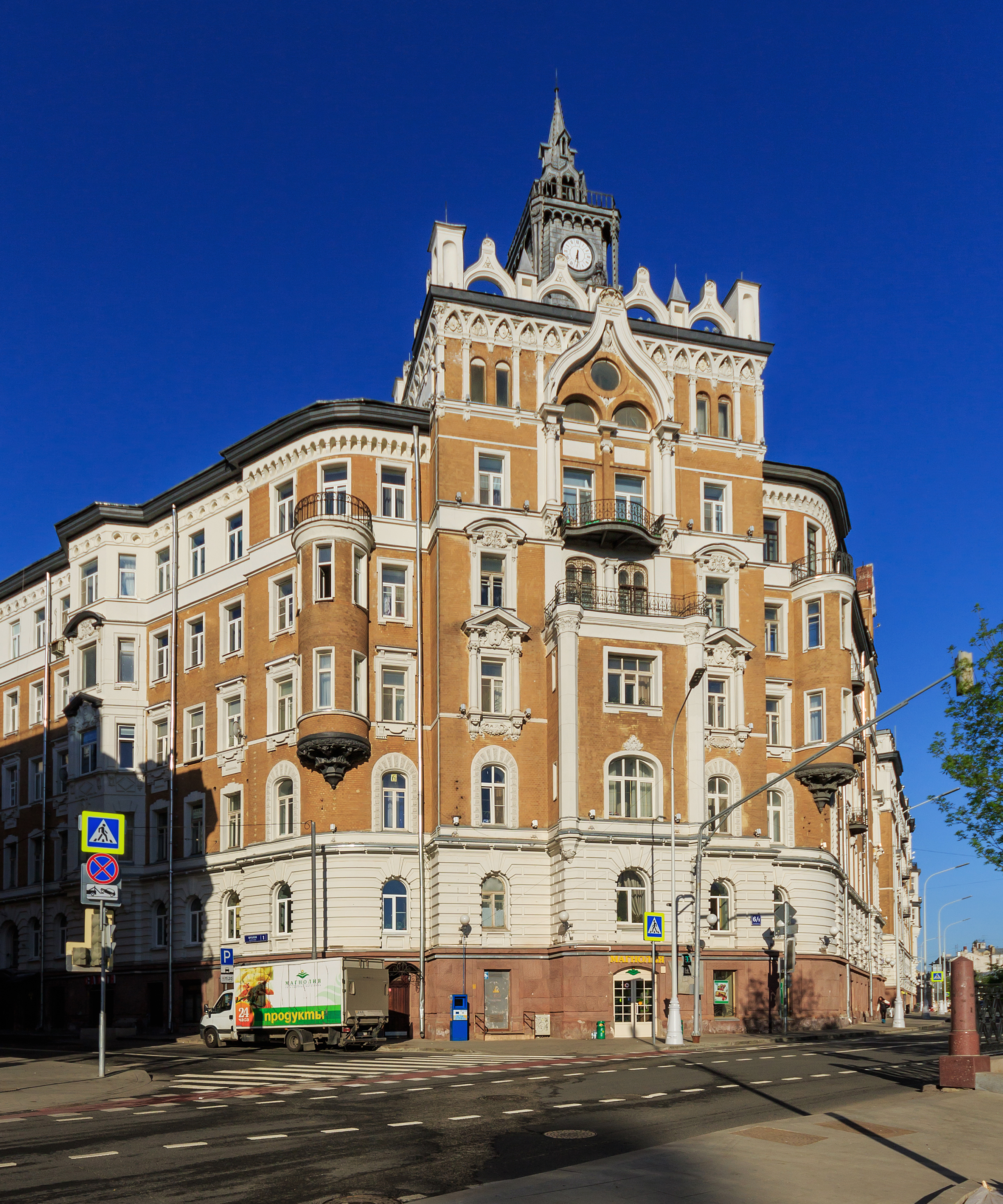
Immeuble de rapport Rossia, 6 boulevard Stretenski à Moscou.
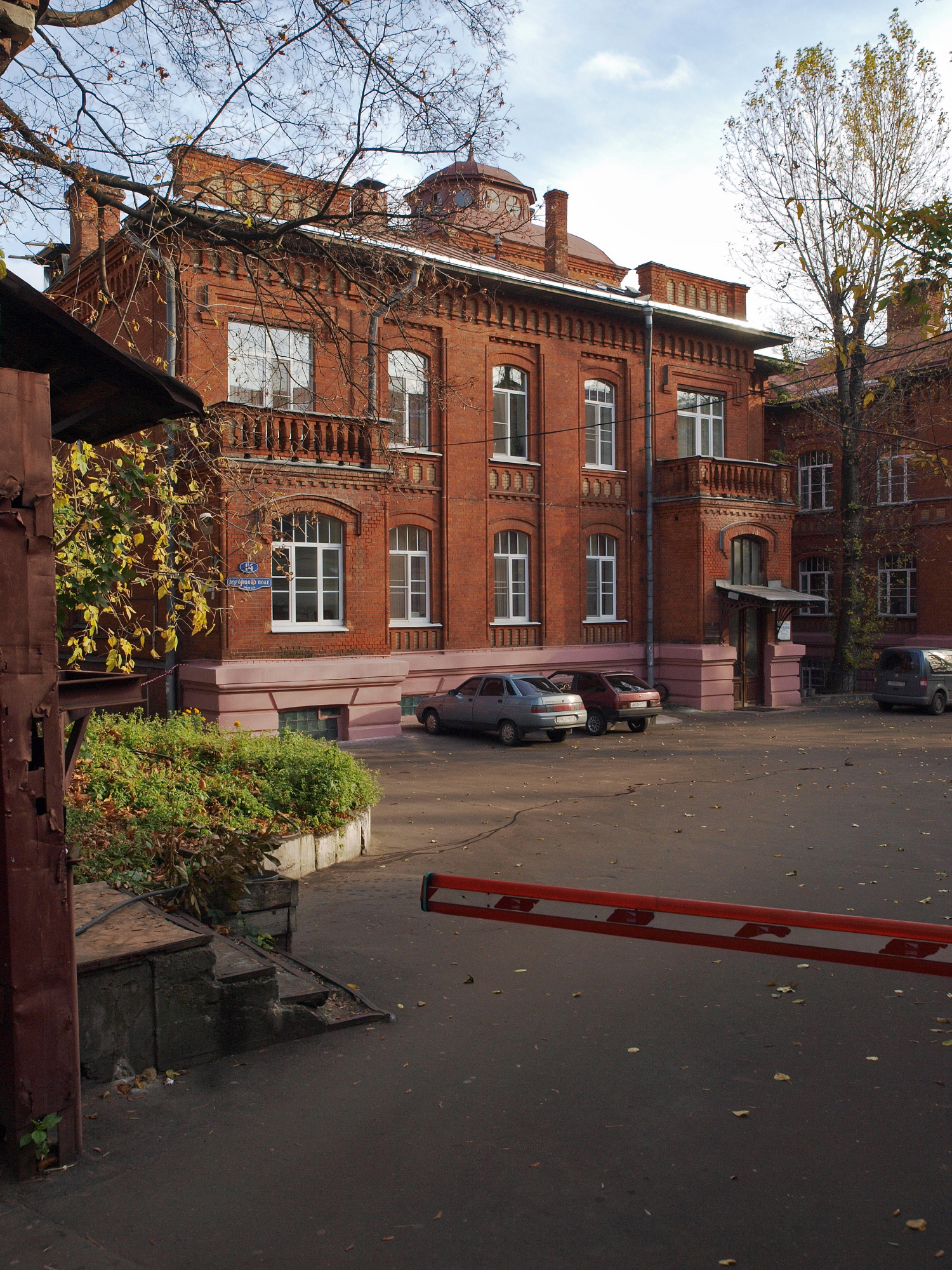
Hospice luthérien, 14 rue Vorontsovo Polié, Moscou.
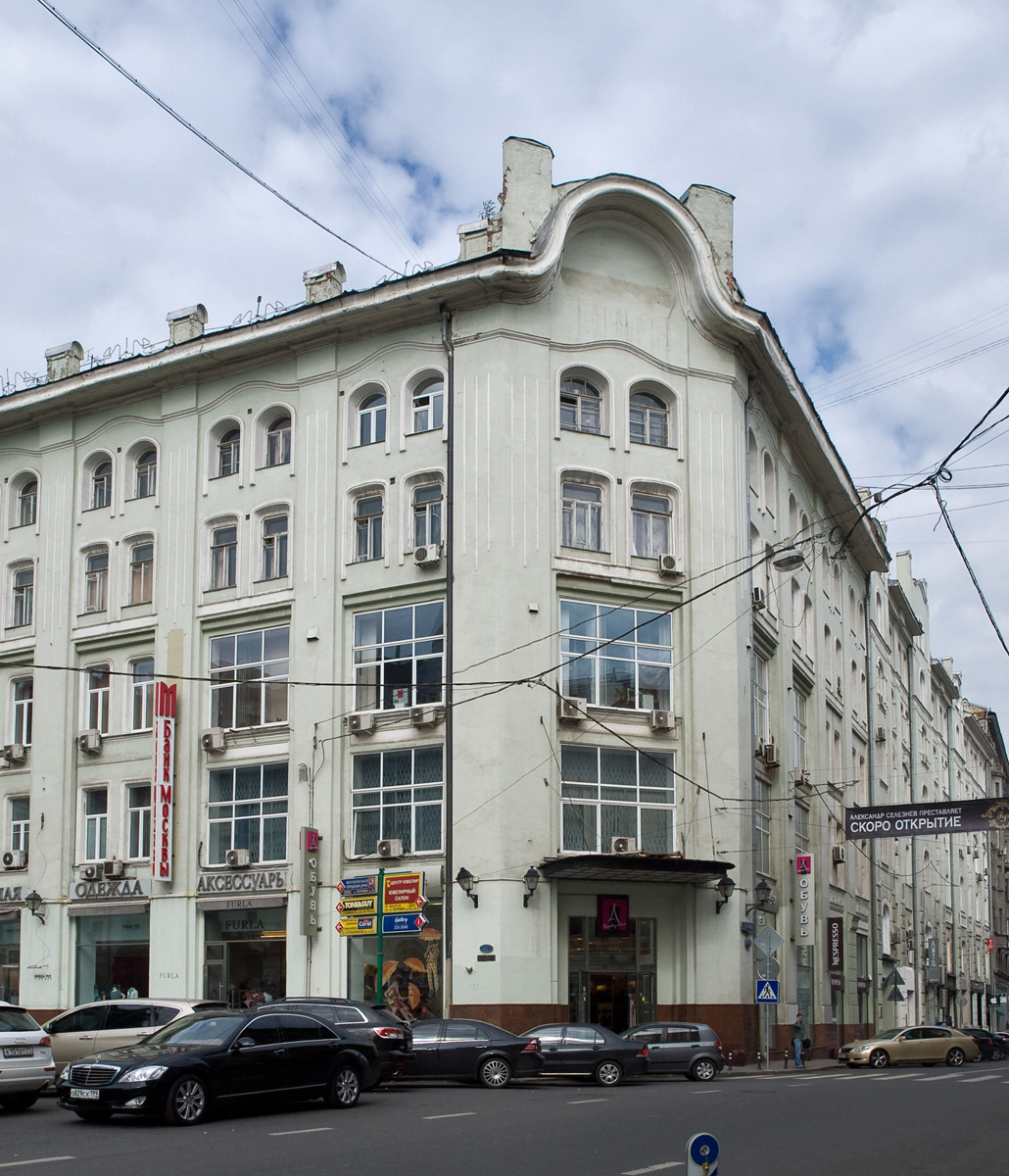
Immeuble de rapport Yakor, 13/15 chemin Stolechnikov, 15 rue Petrovka à Moscou.
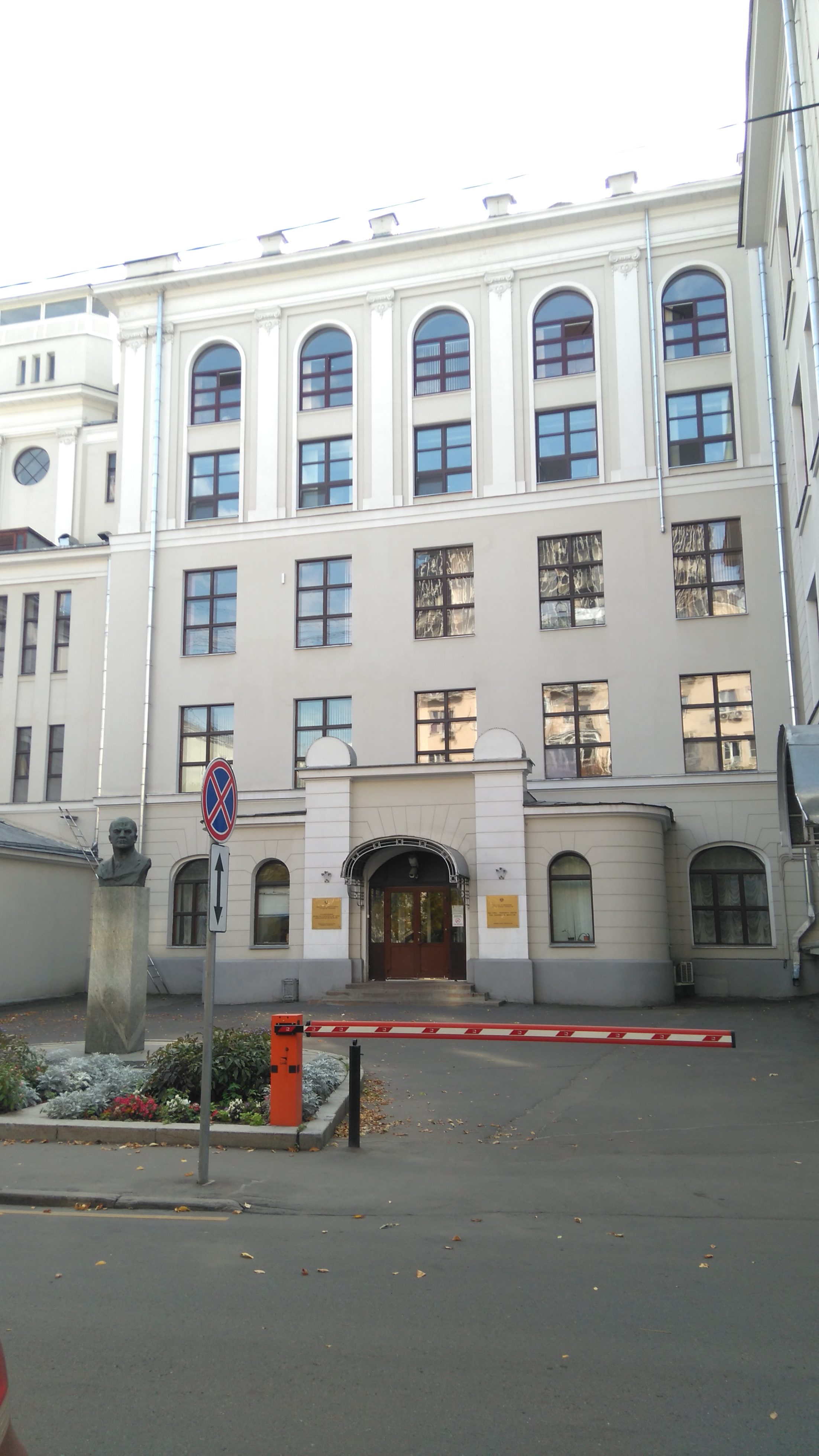
École luthérienne allemande Saints-Pierre-et-Paul à Moscou.
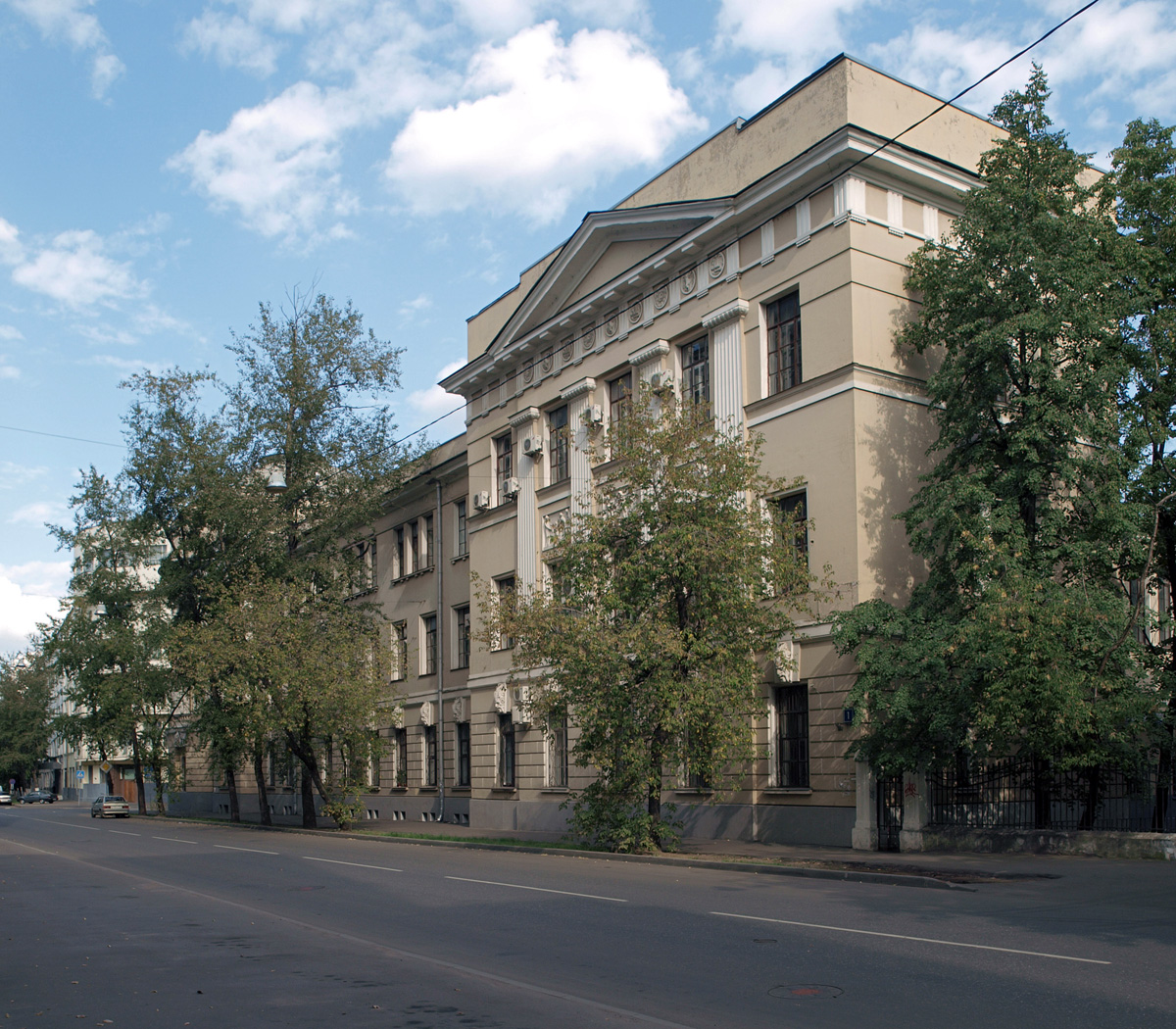
Auditorium des Cours pédagogiques pour femmes, rue Malaïa Pirogovskaïa à Moscou.